# Йеротей Агатополски
Йеротей е православен духовник, агатополски епископ на Българската православна църква, викарий на Сливенската митрополия до 9 януари 2024 година.

## Биография
Роден е на 1 февруари 1977 година в град Велико Търново със светското име Ивайло Станиславов Косаков. Завършва паралелния курс на Софийската духовна семинария през 2003 година. Става послушник в манастира „Свети Георги“ в Поморие. Постриган е за монах на 22 декември 2003 година от митрополит Йоаникий Сливенски и е зачислен към братството на манастира „Свети Георги“. Духовен старец му е архимандрит Теодосий от Поморийския манастир. Ръкоположен е за йеродякон на 11 май 2004 година в храма „Св. св. Кирил и Методий“ в Бургас, а за йеромонах – на 16 май 2004 година в храма „Света Богородица“ в Несебър от митрополит Йоаникий Сливенски. Назначен е за ефимерий в манастира „Свети Георги“ в Поморие от 17 май 2004 година. От 1 януари 2005 година е назначен за игумен на манастира. Отличен е с офикия архимандрит на 6 май 2008 година от митрополит Йоаникий Сливенски. Завършва магистратура по богословие в Шуменския университет през 2010 година.
По решение на Светия синод на 1 октомври 2014 година е ръкоположен за агатополски епископ в храма „Успение Богородично“ в Сливен и е назначен за викарий на сливенския митрополит. Тази длъжност заема до смъртта на митрополит Йоаникий на 9 януари 2024 година.
Епископ Йеротей е дългогодишен игумен на  Поморийския манастир. Организатор е на православния музикален Фестивал Достойно Есть в град Поморие. Инициатор е на множество културни и благотворителни мероприятия в Сливенска епархия.
След кончината на Йоаникий Сливенски на епархийските избори в Сливен на 18 февруари 2024 година Йеротей Агатополски е избран и номиниран заедно с епископ Михаил Константийски за кандидат за сливенски митрополит, но на 24 февруари 2024 година Светият синод касира изборите.